# Collegio uninominale Toscana - 13
Il collegio elettorale uninominale Toscana - 13 è stato un collegio elettorale uninominale della Repubblica Italiana per l'elezione della Camera tra il 2017 ed il 2022.

## Territorio
Come previsto dalla legge elettorale italiana del 2017, il collegio era stato definito tramite decreto legislativo all'interno della circoscrizione Toscana.
Era formato dal territorio di 11 comuni: Bibbona, Campiglia Marittima, Capraia Isola, Castagneto Carducci, Cecina, Collesalvetti, Livorno, Rosignano Marittimo, San Vincenzo, Sassetta e Suvereto.
Il collegio era quindi interamente compreso nella provincia di Livorno.
Il collegio era parte del collegio plurinominale Toscana - 02.

## Eletti
| Elezione | Elezione | Deputato      | Partito             |
| -------- | -------- | ------------- | ------------------- |
|          | 2018     | Andrea Romano | Partito Democratico |

## Dati elettorali

### XVIII legislatura
Come previsto dalla legge elettorale, 232 deputati erano eletti con sistema a maggioranza relativa in altrettanti collegi uninominali a turno unico.
| Candidati              | Candidati               | Voti    | %     | Liste                           | Voti    | %     |
| ---------------------- | ----------------------- | ------- | ----- | ------------------------------- | ------- | ----- |
|                        | Andrea Romano ✔️ Eletto | 50 760  | 31,90 | Partito Democratico             | 45 811  | 28,79 |
| +Europa                | Andrea Romano ✔️ Eletto | 50 760  | 31,90 | 3 636                           | 2,28    |       |
| Italia Europa Insieme  | Andrea Romano ✔️ Eletto | 50 760  | 31,90 | 939                             | 0,59    |       |
| Civica Popolare        | Andrea Romano ✔️ Eletto | 50 760  | 31,90 | 374                             | 0,24    |       |
|                        | Lorenzo Gasperini       | 45 746  | 28,75 | Lega                            | 26 761  | 16,82 |
| Forza Italia           | Lorenzo Gasperini       | 45 746  | 28,75 | 13 151                          | 8,26    |       |
| Fratelli d'Italia      | Lorenzo Gasperini       | 45 746  | 28,75 | 5 313                           | 3,34    |       |
| Noi con l'Italia - UDC | Lorenzo Gasperini       | 45 746  | 28,75 | 521                             | 0,33    |       |
|                        | Giulio La Rosa          | 44 369  | 27,88 | Movimento 5 Stelle              | 44 369  | 27,88 |
|                        | Fabrizio Pucci          | 8 120   | 5,10  | Liberi e Uguali                 | 8 120   | 5,10  |
|                        | Valentina Barale        | 5 516   | 3,47  | Potere al Popolo!               | 5 516   | 3,47  |
|                        | Caoli Berni             | 2 097   | 1,32  | Partito Comunista               | 2 097   | 1,32  |
|                        | Paola Giacco            | 1 237   | 0,78  | CasaPound                       | 1 237   | 0,78  |
|                        | Girolamo Butera         | 505     | 0,32  | Il Popolo della Famiglia        | 505     | 0,32  |
|                        | Aldo Mezzalana          | 438     | 0,28  | Italia agli Italiani            | 438     | 0,28  |
|                        | Francesco Salerno       | 341     | 0,21  | Per una Sinistra Rivoluzionaria | 341     | 0,21  |
| Totale                 | Totale                  | 159 129 | 100   |                                 | 159 129 | 100   |
|                        |                         |         |       |                                 |         |       |
| Voti non validi        | Voti non validi         | 4 340   | 2,65  |                                 |         |       |
| Votanti                | Votanti                 | 163 469 | 76,68 |                                 |         |       |
| Elettori               | Elettori                | 213 183 |       |                                 |         |       |